# Gare de Järvenpää
La gare de Järvenpää  (en finnois : Järvenpään rautatieasema) est une gare de la voie ferrée Helsinki-Riihimäki située à Järvenpää en Finlande.

## Situation ferroviaire
La gare se trouve à 37 kilomètres au nord de la Gare centrale d'Helsinki.
Au sud de la gare se trouve la gare d'Ainola et au nord se trouve la gare de Saunakallio, toutes deux situées à Järvenpää.

## Histoire
C'est l'une des gare d'origine de la ligne Helsinki-Hämeenlinna, achevée en 1862. 
Le bâtiment de la gare est achevé dès 1858, c'est alors l'un des premiers bâtiments de la gare sur la ligne Helsinki-Hämeenlinna. 
On considère que l'architecte du bâtiment de la gare est Carl Albert Edelfelt.
En 1999, le bâtiment de la gare a été écarté d'environ 25 mètres de la ligne dans le cadre de l'amélioration de la ligne.

## Service des voyageurs

### Accueil
À l'intérieur de la gare, il y a une billetterie VR, un café et des toilettes. 
A l'extérieur, il y a un distributeur de billets VR sur quai. 
De plus, un distributeur de billets a été installé dans le tunnel de la gare dans le cadre de la rénovation de 2011.